# Boulengerochromis microlepis
Boulengerochromis microlepis ist ein großer Buntbarsch, der endemisch im Tanganjikasee lebt und dort zu den großen Raubfischen zählt. Die Art wurde 1899 durch den britischen Ichthyologen
George Albert Boulenger als Tilapia microlepis beschrieben und 1904 zu Ehren Boulengers durch den französischen Ichthyologen Jacques Pellegrin in die monotypische Gattung Boulengerochromis gestellt. Das Art-Epitheton microlepis kommt aus dem griechischen und nimmt Bezug auf die kleinen Schuppen der Art (Gr.: „micros“ = klein; „lepidos“ = Schuppe).

## Merkmale
Die Fische erreichen eine Länge von 65 bis 70 cm, sind damit die größten afrikanischen Buntbarsche und nach Cichla temensis die zweitgrößten Buntbarsche der Welt. Weibchen bleiben etwas kleiner. Das Maximalgewicht liegt bei 4,5 kg. Boulengerochromis microlepis hat einen langgestreckten, seitlich abgeflachten Körper und ist von gelblicher Grundfarbe vor allem am Kopf. Der Bereich zwischen Auge und Maul schimmert bläulich. Die Körperseiten sind bräunlich angelaufen, schimmern silbrig und tragen vier charakteristische dunkle Flecken. An den Flanken finden sich 6 bis 7 senkrechte Streifen. Drei bis vier weitere Streifen sind auf dem Kopf. Der Schwanzstiel ist lang und kräftig, die Schwanzflosse ist eingebuchtet.

## Lebensweise
Boulengerochromis microlepis lebt pelagisch in Gruppen von einigen hundert Tieren im offenen Wasser und sucht die Küstenregionen bis zu einer Tiefe von 100 Metern nach Beute ab. Ausgewachsene Tiere sind piscivor und ernähren sich von im freien Wasser schwimmenden Fischen oder über dem Boden lebenden Arten. Für die Fortpflanzung baut Boulengerochromis microlepis nah den Küsten eine gewaltige Grube in den sandigen oder kiesigen Boden, die eine Tiefe von 1,5 Metern und einen Durchmesser von vier Metern erreichen kann. Dazu müssen Sand- oder Kiesmengen von mehreren Tonnen bewegt werden. Die 10.000 bis 15.000 Eier werden offen in die Grube abgelegt, Eier und Jungfische vom Männchen bewacht. Die Jungfische sind zunächst Allesfresser. Im Alter von 2,5 Jahren, bei einer Länge von 40 cm erreichen sie die Geschlechtsreife.